# Reyes (Bolivia)
Reyes è un comune (municipio in spagnolo) della Bolivia nella provincia di General José Ballivián Segurola (dipartimento di Beni) con 16.468 abitanti (dato 2010).
È sede di una circoscrizione ecclesiastica cattolica: il vicariato apostolico di Reyes. 

## Cantoni
Il comune è suddiviso in 2 cantoni (popolazione al censimento 2001):
- Reyes - 9.286 abitanti
- Cavinas - 1.841 abitanti